# بهینه‌سازی استوار
در برنامه‌ریزی ریاضی معمولاً مسائل با پیش فرض قطعی بودن داده‌ها از قبل حل می‌شوند حال آنکه در دنیای واقعی اکثر داده‌ها دچار عدم قطعیت اند. پیش فرض اصلی برنامه‌ریزی‌های ریاضی توسعه مدل بر اساس داده‌های صریحاً معین و برابر با مقداری اسمی است. حال آنکه در این گونه از مدل‌ها اثر عدم قطعیت داده‌ها در کیفیت و امکانپذیر بودن جواب‌ها اثری ندارد. در نتیجه در مسائل دنیای واقعی ممکن است با تغییر یکی از داده‌ها تعداد زیادی از محدودیت‌ها نقض شده و جواب بدست آمده غیر بهینه یا حتی غیرممکن باشد. در نتیجه این بحث سؤال اصلی ساخت جوابی برای مسئله پیش می‌آید که در مقابل این عدم قطعیت داده‌ها مقاوم باشد که اصطلاحاً این پاسخ‌ها را استوار و این دسته از بهینه‌سازی را بهینه‌سازی استوار می‌نامند.
ایدهٔ اولیه در بهینه‌سازی استوار، در نظر گرفتن بدترین سناریوی ممکن و بهینه‌سازی بر اساس بدترین سناریو است. به عنوان مثال فرض کنید ضرایب در یکی از محدودیت ممکن است تغییر کند. در بهینه‌سازی استوار، بدترین حالتی که ممکن است برای محدودیت با توجه به تغییر ضریب ممکن است پیش بیاید در نظر گرفته شده و طبق آن بهینه‌سازی انجام می‌شود.
مهم‌ترین کاستی این روش محتاطانه عمل کردن آن است. ممکن است این روش کاربرد عملی زیادی نداشته باشد؛ ولی به عنوان ابزاری برای تصمیم‌گیری بسیار مفید خواهد بود.

## تاریخچه
اولین گام‌ها در این مورد توسط Soyster برداشته شد. وی مدلی ارائه کرد تا در آن جوابی ممکن برای تمامی داده‌های متعلق به یک مجموعه محدب ساخته شود؛ ولی مدل ارائه شده به دلیل زیاده روی در محتاطانه عمل کردن با جواب بهینه اسمی فاصله‌ای زیاد داشت.
پس از او نیز افرادی مانند Ben-Tal و Nemirovski و Bertsimas به ارائه مدل‌های بهتری پرداختند تا به اندازه ممکن فاصله از مقدار بهینه را کاهش دهند.

## گونه‌ها
به طور کلی مدل‌های استوار به دو گونه اصلی بازه محور و سناریو محور تقسیم‌بندی می‌شوند. در حالت بازه محور می‌گوییم، بازه‌ای که در آن قرار است ضریب در بهینه‌سازی تغییر کند چیست.